# Nico ter Linden
Nico Marius Adriaan ter Linden (Amersfoort, 26 juli 1936 – Amsterdam, 28 januari 2018) was een Nederlandse predikant en auteur. 

## Biografie
Hij studeerde theologie in Utrecht, Nijmegen en de Verenigde Staten. In Utrecht was hij lid van Secor Dabar, een gezelschap van studenten theologie. Ter Linden stond als predikant in Stompetoren, Alkmaar, Nijmegen en van 1977 tot 1995 in de Westerkerk te Amsterdam. Vanuit deze kerk bracht hij een eigen programma op de NCRV-televisie: 'Op verhaal komen in de Wester.' Hij heeft onder andere in 1998 het huwelijk van prins Maurits van Oranje-Nassau, van Vollenhoven en Marilène van den Broek bevestigd en hun kinderen gedoopt.
Als auteur werd Ter Linden vooral bekend door de verhalenserie Het verhaal gaat, waarin hij in de traditie van de Amsterdamse School, doch op eigen wijze, de Bijbel hervertelt. Het zesde en laatste deel kwam vlak voor zijn emeritaat eind 2003 uit. Ook was hij columnist van dagblad Trouw.
Hij was de jongere broer van Carel ter Linden, voormalig predikant van de Kloosterkerk in Den Haag. Hij stierf in 2018 op 81-jarige leeftijd. Hij was voor zijn overlijden geruime tijd ziek.